# Estación de Pont de l'Alma
La  estación de Pont de l'Alma es una estación ferroviaria subterránea situada en el centro de París cerca del puente del Alma. Pertenece a la línea C de la Red Exprés Regional, más conocida como RER. 

## Historia
La estación fue inaugurada el 12 de abril de 1900 por la Compañía de Ferrocarriles del Oeste. Surge de la petición de los vecinos del centro de París de ampliar el tramo parisino de la línea des Moulineaux hacia el este siguiendo el curso del río Sena. Las nuevas estaciones, cuatro en concreto, se dotaron con edificios en forma de pagoda china construidas por el arquitecto Juste Lisch. En la actualidad, sólo Javel conserva su diseño original. Se optó por una trazado en trinchera, en contra de la opinión del Ayuntamiento de París que prefería una trazado subterráneo. Sí que se cubrió la estación, y el escaso tramo de vías entre Pont de l'Alma y la estación subterránea de avenida de la Bourdonnais. En 1937, esta última fue cerrada y derribada por estar demasiado cerca de Pont de l'Alma.
El 26 de septiembre de 1979 se produjo la apertura de la línea RER C. En 1996, la estación fue reconstruida, dándole su aspecto actual. 

## Descripción
La estación subterránea se compone de dos andenes laterales curvados y de dos vías. Su acceso y la venta de billetes se realizan en un pequeño edificio blanco prefabricado.  

## Servicios ferroviarios
Únicamente los trenes de la línea C del RER circulan por esta estación. Lo hacen a razón de 10 trenes por hora, 24 en hora punta.